# Уйско-Чебаркульское сельское поселение
У́йско-Чебарку́льское се́льское поселе́ние — муниципальное образование в Октябрьском районе Челябинской области Российской Федерации. В рамках административно-территориального устройства муниципальное образование  соответствует административно-территориальной единице Уйско-Чебаркульский сельсовет.
Административный центр — деревня Уйско-Чебаркульская.

## География
Граничит с:
- Подовинным сельским поселением на севере;
- Крутоярским сельским поселением на востке;
- Каракульским сельским поселением на юго-востоке;
- Казахстаном на юго-западе.

## История
Статус и границы сельского поселения установлены Законом Челябинской области от 15 сентября 2004 года № 269-ЗО «О статусе и границах Октябрьского муниципального района и сельских поселений в его составе»

## Население
| 2002  | 2010  | 2011  | 2012  | 2013  | 2014  | 2015  |
| ----- | ----- | ----- | ----- | ----- | ----- | ----- |
| 1858  | ↘1596 | ↘1592 | ↘1556 | ↘1482 | ↘1450 | ↘1435 |
| 2016  | 2017  | 2018  | 2019  | 2020  | 2021  |       |
| ↘1411 | ↘1389 | ↘1368 | ↘1341 | ↘1316 | ↘1212 |       |

## Состав сельского поселения
| № | Населённый пункт    | Тип населённого пункта          | Население |
| - | ------------------- | ------------------------------- | --------- |
| 1 | Берёзовский         | посёлок                         | ↘511      |
| 2 | Камышное            | деревня                         | ↘261      |
| 3 | Уйско-Чебаркульская | деревня, административный центр | ↘824      |